# Cursa solidària de Reis de Cornellà de Llobregat
La Cursa solidària de Reis de Cornellà de Llobregat és una prova atlètica popular que se celebra a la població de Cornellà de Llobregat des de l'any 2015.
La cursa, amb una distancia de 5 quilòmetres, acompanyada d'altres proves paral·leles com una caminada, curses infantils i curses inclusives, és organitzada per l'associació esportiva 'Corresolidaris' amb la col·laboració del Ajuntament de Cornellà de Llobregat. La seva finalitat, més enllà de la prova esportiva en sí, és la de fomentar la solidaritat entre els seus participants, aconseguint fons per a diverses causes solidàries. L'impulsor de la competició va ser l'atleta cornellanenc Reyes Estévez que la impulsà amb la intenció de recollir joguines per lliurar durant la Nit de Reis entre els infants més vulnerables de la localitat. Unes quantes edicions després, la cursa passà a estar promoguda per l'ONG cornellanenca 'Corresolidaris', amb la idea de recaptar diners a través de les inscripcions dels corredors i la venda de samarretes.